# TV Chosun
TV Chosun (koreansk: TV조선) er en sydkoreansk tv-kanal ejet af The Chosun Ilbo. Kanalen blev lanceret den 1. december 2011.